# (15681) 1981 ES17
(15681) 1981 ES17 est un astéroïde de la ceinture principale d'astéroïdes découvert en 1981.

## Description
(15681) 1981 ES17 a été découvert le 2 mars 1981 à l'observatoire de Siding Spring, situé près de Coonabarabran, en Nouvelle-Galles du Sud, en Australie, par Schelte J. Bus.

### Caractéristiques orbitales
L'orbite de cet astéroïde est caractérisée par un demi-grand axe de 2,74 UA, un périhélie de 2,47 UA, une excentricité de 0,010 et une inclinaison de 2,04° par rapport à l'écliptique. Du fait de ces caractéristiques, à savoir un demi-grand axe compris entre 2 et 3,2 UA et un périhélie supérieur à 1,666 UA, il est classé, selon la JPL Small-Body Database, comme objet de la ceinture principale d'astéroïdes.

### Caractéristiques physiques
(15681) 1981 ES17 a une magnitude absolue (H) de 14,4 et un albédo estimé à 0,088.